# Lorenzo Magalotti

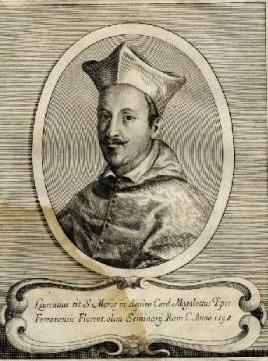
Lorenzo Kardinal Magalotti (17. Jh.)

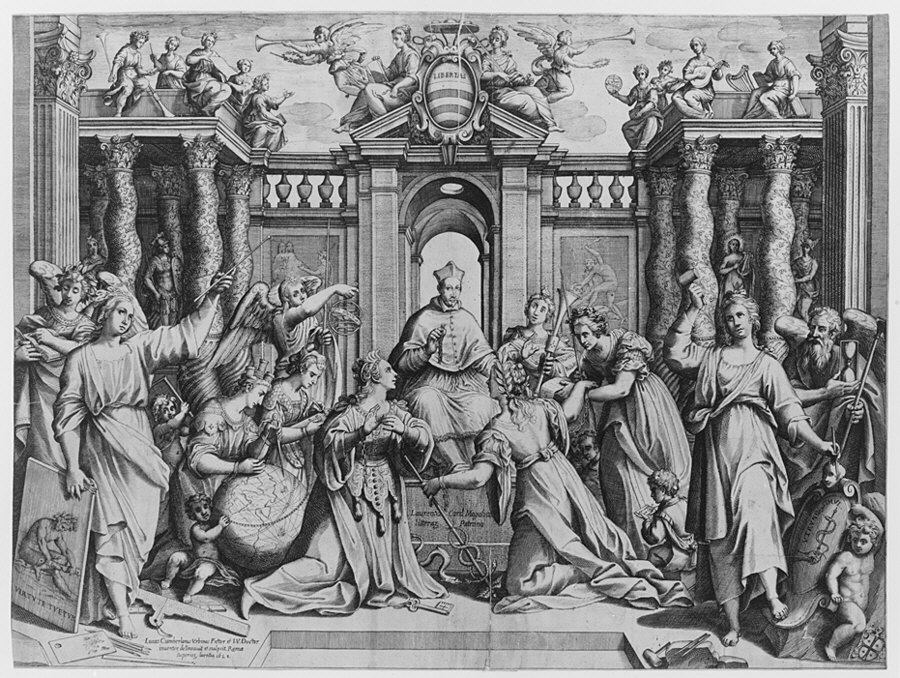
Kardinal Lorenzo Magalotti erhält eine Hommage an Wissenschaft und Kunst (Druck von Luca Ciamberlano, 17. Jh.)

Lorenzo Magalotti (* 1584; † 19. September 1637 in Ferrara) war ein italienischer Kardinal der Römischen Kirche. Von 1624 bis 1628 hatte er das einflussreiche Amt eines Kardinalstaatssekretärs inne. In vielem unterschied sich sein Lebenslauf von dem anderer Kardinäle seiner Zeit. Er fühlte sich mehr als andere den kirchlichen Gelübden – den sogenannten Evangelischen Räten (Armut, Gehorsam und Ehelosigkeit/Keuschheit) – verpflichtet.

## Leben
Der Aufstieg Lorenzo Magalottis innerhalb der Kurie ist eng mit der Wahl Urbans VIII. verbunden. Mit diesem hatte er bereits während seiner kirchlichen Laufbahn vor dessen Wahl eng zusammengearbeitet. Außerdem war der Bruder von Urban VIII. mit einer Schwester von Magalotti verheiratet. Magalotti hatte jedoch auch bereits unter den Päpsten Paul V. und Gregor XV. Erfahrungen in verschiedenen Verwaltungspositionen der Kirche gesammelt. Unter anderem war er Governatore von Montalto delle Marche, Vizelegat von Viterbo und Governatore von Ascoli Piceno. Gregor XV. ernannte ihn sogar zum Sekretär der Sacra Consulta, wodurch Magalotti neben dem Kardinalnepoten Ludovico Ludovisi den größten politischen Einfluss hatte.
Als Urban VIII. 1623 zum Papst erkoren wurde, wählte er – wie dies für die damalige Zeit üblich war –, seinen erst 26-jährigen Neffen Francesco Barberini zum Kardinalnepoten. Dem unerfahrenen Mann stellte er Lorenzo Magalotti zur Seite. Er wurde zum Staatssekretär ernannt, der unter der nominellen Leitung des Kardinalnepoten die Korrespondenz mit den auswärtigen Staaten, mit den päpstlichen Nuntien sowie mit den Legaten und Governatoren des Kirchenstaates leitete. Am 13. November 1624 erhielt Magalotti den Kardinalshut, was ihm ermöglichte, sein Amt mit nun ungleich größerer Autorität wahrzunehmen. Er war seit dem Konsistorium vom 7. Oktober 1624 Kardinaldiakon mit der Titeldiakonie Santa Maria in Aquiro. Vom 16. Dezember 1624 bis 1628 war er Kardinalpriester mit der pro hac vice zur Titelkirche erhobenen Diakonie Santa Maria in Aquiro. Im Rang war er nun dem Kardinalnepoten gleichgestellt. Bereits 1625 bat Magalotti jedoch, von dem Amt wieder entpflichtet zu werden. Er litt unter zunehmenden gesundheitlichen Problemen, so dass Urban VIII. ihn zeitweise täglich an seinem Krankenbett aufsuchte, um mit ihm die laufende Geschäfte zu besprechen. Zum 28. Februar 1628 optierte er für die Titelkirche Santi Giovanni e Paolo.
Der Rückzug von der Kurie war Magalotti jedoch erst möglich, nachdem der Bischof von Ferrara gestorben war. Am 5. Mai 1628 wurde Lorenzo Magalotti zum Bischof dieser Diözese ernannt. Die Bischofsweihe spendete ihm am 7. Mai desselben Jahres in der Kapelle des Quirinalspalastes in Rom Erzbischof Volpiano Volpi, Bischof von Novara; Mitkonsekratoren waren zwei Bischöfe, deren Namen nicht mehr bekannt sind. Magalotti siedelte am 12. Mai 1628 und blieb bis zu seinem Lebensende in Ferrara. Von seinen Zeitgenossen wurde dieser Rückzug auch als Ausdruck eines wachsenden Zerwürfnisses zwischen dem Papst, dem Kardinalnepoten und Kardinal Magalotti interpretiert. Tatsächlich hatte sich Magalotti unter anderem dagegen ausgesprochen, dass mit Antonio Barberini ein dritter Kardinal aus der Barberini-Familie innerhalb von fünf Jahren ernannt wurde. Auch die Verheiratung Taddeo Barberinis, eines weiteren Neffen Urbans VIII., mit Anna Colonna aus dem römischen Adelsgeschlecht der Colonna im Jahre 1627 war auf den Widerstand Magalottis gestoßen. Magalotti fühlte sich einer strengen Durchführung der Reformdekrete des Trienter Konzils verpflichtet, die unter anderem den Nepotismus als verwerflich bezeichneten. Welch großes Vertrauen Magalotti trotz dieses Widerstands seitens des Papstes besaß, zeigt sich unter anderem darin, dass ihn der Papst mit der Aushandlung des Ehevertrages beauftragte.
In Ferrara setzte er sich vor allem für eine Reform seiner Diözese nach den Vorschriften des Trienter Konzils ein. Dabei nahm er jedoch auch neuerliche Konflikte mit der Kurie in Kauf. Am 19. September 1637 starb Lorenzo Magalotti. Er wurde unter einer schmucklosen Grabplatte in der Kathedrale von Ferrara beigesetzt.
Kardinal Francesco Maria Macchiavelli (1608–1653), der ein Neffe Magalottis war und ihm auf dem Bischofssitz in Ferrara nachfolgte, ließ im Jahre 1644 dessen gesammelte Synodalbeschlüsse und sonstigen Dekrete publizieren. Auch sie sind ein Dokument seines religiösen Eifers.